# 東金街道
東金街道（とうがねかいどう）とは、千葉県道路愛称名により国道126号の千葉県千葉市中央区と東金市を結ぶ街道である。

## 概要
千葉において、古くは船橋から東金に通ずる御成街道を東金街道と称していたが、戦後に日光御成街道と名称が同じため東金御成街道とし、1987年（昭和62年）に千葉県道路愛称名により国道126号の千葉県千葉市中央区本町1丁目の「広小路交差点」- 東金市台方「台方十字路」交差点間を指し示す道路が東金街道としたことで、現在の形態が完成した。なお、明治期には中央区「本町2丁目交差点」から「都町五差路」までの道路は存在しておらず、大正期以降に田畑を開発したことで現在の道路ができた。また、「台方十字路」交差点までの江戸時代にはすでに存在してたこの街道の多くをそのまま舗装し、一般国道に昇格したが、同時に多くの箇所で線形改良がされている。

## 途中の市町村
- 千葉市
  - 中央区
  - 若葉区
- 八街市
- 東金市